# Tommerup
Tommerup – miasto w Danii, w regionie Dania Południowa, w gminie Assens, na wyspie Fionia.